# Francesc Barceló i Combis
Francesc Barceló i Combis (Peratallada, Empordà, 1820 - Palma, Mallorca, 1889) va ser un metge, naturalista i catedràtic d'naturalista a l'Institut Balear.
Llicenciat en Medicina i Cirurgia per la Universitat de Barcelona, el descobriment de la Botànica i la Zoologia van guiar els seus passos cap a la docència. L'any 1847 va obtenir la plaça de catedràtic interí de Física i Química a l'Institut Balear, institució creada per la Societat Econòmica Mallorquina d'Amics del País i precursora de la Universitat Literària de Mallorca. Més tard guanyaria la plaça de catedràtic d'Història Natural.
La seva obra més important és la Flora de las Islas Baleares (1879-81), que és seguida d'un petit diccionari amb el títol de "Diccionario balear, castellano y botánico de las plantas espontáneas y cultivadas" en el qual recollia el nom científic de totes les plantes estudiades amb els seus equivalents en mallorquí i castellà, que encara avui és una obra bàsica per al coneixement botànic de les Illes Balears, on s'esmenten més de dues-centes espècies d'Eivissa. Destaca l'abundància de la savina i del pi ver. Pel que fa a la zoologia, també són d'interès els seus catàlegs faunístics de les Illes, especialment el d'ocells. En medicina, fou un adepte de la frenologia propugnada per Marià Cubí.
Va treballar amb l'Arxiduc d'Àustria Lluís Salvador (1847-1915) en l'elaboració del monumental Die Balearen in Wort und Bild, publicat el 1897, com a descripció i guia de viatge de l'Arxipèlag balear, de la seva gent, el seu patrimoni, la seva història i la seva naturalesa, encara verge.
Fou membre de la Société Botanique de France, cavaller de l'Orde de Carles III, corresponsal a Balears de la Reial Acadèmia de Ciències de Madrid i de l'Acadèmia de Ciències Naturals i Arts de Barcelona.